# Лудгер Бербаум
Лудгер Беербаум  (нім. Ludger Beerbaum, 26 серпня 1963) — німецький вершник, спеціаліст із конкуру, чотириразовий олімпійський чемпіон, дворазовий чемпіон світу, п'ятиразовий чемпіон Європи.

## Виступи на Олімпіадах
| Олімпіада      | Дисципліна       | Місце             |
| -------------- | ---------------- | ----------------- |
| Сеул 1988      | конкур, командні | 1                 |
| Барселона 1992 | конкур, особисті | 1                 |
| Барселона 1992 | конкур, командні | 11                |
| Атланта 1996   | конкур, особисті | 1 (класифікація)  |
| Атланта 1996   | конкур, командні | 1                 |
| Сідней 2000    | конкур, особисті | 49 (кваліфікація) |
| Сідней 2000    | конкур, командні | 1                 |
| Афіни 2004     | конкур, особисті | участь 2к/2       |
| Афіни 2004     | конкур, командні | 3                 |
| Пекін 2008     | конкур, особисті | 7                 |
| Пекін 2008     | конкур, командні | участь 3к/3       |
| Ріо 2016       | конкур, командні | 3                 |